# Polyphlebium capillaceum
Polyphlebium capillaceum är en hinnbräkenväxtart som först beskrevs av Carolus Linnaeus, och fick sitt nu gällande namn av Ebihara och Dubuisson. Polyphlebium capillaceum ingår i släktet Polyphlebium och familjen Hymenophyllaceae. Utöver nominatformen finns också underarten P. c. cocos.

## Bildgalleri

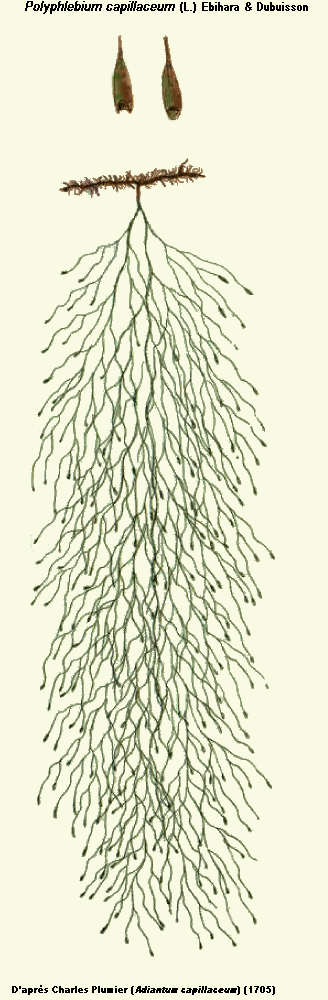